# Підгузок

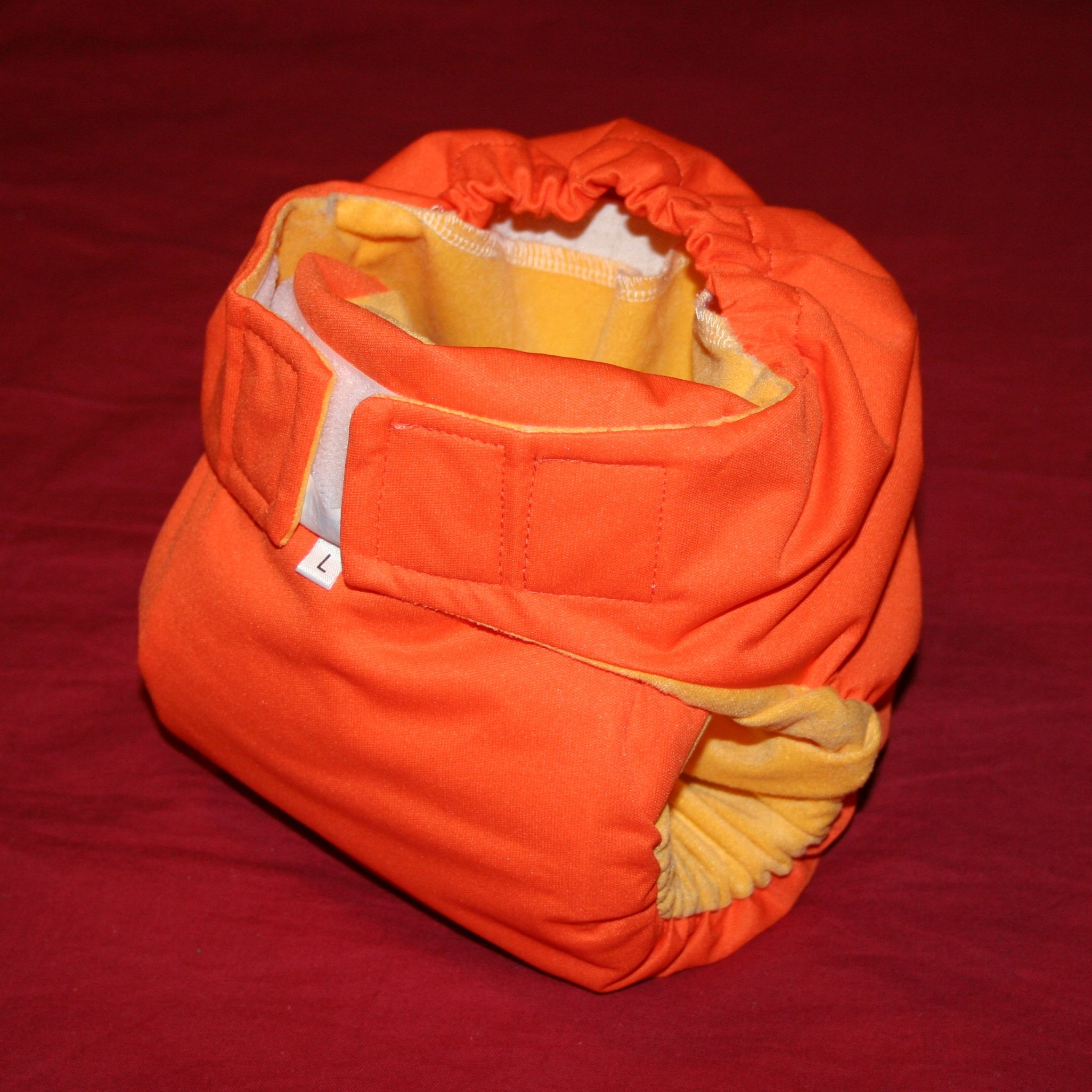
Тканинний підгузок

Підгу́зок (у розмовному стилі також називається епонімом па́мперс) — вид функціональної спідньої білизни. Застосовується як гігієнічний засіб при догляді за маленькими дітьми, лежачими хворими та в інших випадках. Загальне показання до застосування — нетримання сечі або невміння або неможливість керувати сечовипусканням. Може застосовуватися як спеціальний засіб для збору сечі здоровими людьми в умовах, коли нормальний акт сечовипускання утруднений внаслідок особливого виду діяльності, наприклад, водолазами, монтажниками — висотниками, пілотами.

## Види підгузків
- Трикутний, тканинний.
- Прямокутний.
- Одноразовий підгузок.
- Багаторазовий підгузок.
- Тканинний підгузок.
- Одноразові трусики-підгузки.

## Розмір підгузків
Зазвичай розміри одноразових підгузків для маленьких дітей позначають цифрами від 0 до 7:
- 0 розмір = 1-2,5 кг
- 1 розмір = 2-5 кг
- 2 розмір = 4-8 кг
- 3 розмір = 6-10 кг
- 4 розмір = 9-14 кг
- 4+ розмір = 10-15 кг
- 5 розмір = 11-16 кг
- 6 розмір = 13-18 кг
- 7 розмір = 19+ кг

Розмір одноразових підгузків для підлітків зазвичай не позначають, а пишуть вік осіб, для яких вони призначені, у більшості такі підгузки є 2-х розмірів:
- 4-7 років
- 8-15 років

Якщо йдеться про підгузки для людей похилого віку то розміри позначаються англійськими літерами: ES, S, M, L, XL:
- ES = 40-60 см (Обсяг талії)
- S = 50-90 см
- M = 70-130 см
- L = 100-160 см
- XL = 120-170 см

## Спосіб застосування
Традиційно підгузок являє собою трикутний підшитий відріз тканини або марлі, складений у кілька шарів, таким чином, щоб виходив трикутник. Застосовується головним чином при догляді за маленькими дітьми. Підгузок розташовується на пеленальному столі, під дитиною, таким чином, щоб основа трикутника розташовувалася під попереком дитини, а вершина між ногами.
Вершина трикутника проводиться між ногами дитини, утворюючи ластку, прикриваючи геніталії і обхоплюючи ноги, після чого кути підгузка з-під попереку обертаються навколо пояса дитини. Фіксація досягається або подальшим сповиванням, коли пелюшка, що обертає тіло дитини, притискає кінці підгузка, заведені за спину. Інший варіант — підгузок скріплюється застібкою-фібулою або шпилькою на животі.

## Догляд за підгузком
Догляд за багаторазовим підгузком — досить просте в сучасних умовах завдання. При пранні ми вирішуємо два основні завдання: зняття забруднень, калу і сечі, що визначається самою функцією підгузка. Власне це завдання не вимагає особливих витрат і не має особливостей при вирішенні. Прання можна проводити в звичайній пральній машині або вручну, із звичайним мийним засобом (пральним порошком). Ряд авторів пропонує для цього, особливо в дитячій практиці, використовувати спеціальні «органічні» порошки. Однак ця рекомендація не отримала достатнього клінічного підтвердження. Основною рекомендацією слід вважати ретельне полоскання. Для пральної машини можна порекомендувати двічі повторити цикл полоскання і використання режиму з додатковим обсягом води. Після прання підгузки висушуються в звичайних умовах.
Другим завданням є забезпечення мікробіологічної чистоти. Це завдання вирішується в домашніх умовах пропрасовуванням підгузка з двох сторін праскою при великій температурі. Саме тому використовується бавовна, як основний матеріал для підгузків.

## Пелюшковий дерматит
У дитячій практиці або в інших випадках використання будь-яких видів підгузків досить часто зустрічається почервоніння і набряклість шкіри, зазвичай в області паху. Причиною цього служить тривалий контакт з сечею або потом, внаслідок наявності в них сечової кислоти та інших активних компонентів.
По суті дане явище — дерматит, контактного типу. Основним методом лікування служить максимальне скорочення контакту шкіри з сечею, наприклад, використання якісних одноразових підгузків або знаходження без білизни «голим». Також вживаються заходи з відновлення трофіки шкіри (зволоження, змазування загоювальними засобами).

## Цікаві факти
У дослідженні вчених з японського Університету Кітакюсю стверджується, що у бетонній суміші для перегородок при будівництві будинку використані підгузки можуть замінити до 40 % піску. Свої висновки японські вчені опублікували у науковому журналі Scientific Reports. Повідомляється, що дослідники змішали в потрібній пропорції вимиті, висушені та подрібнені використані підгузки з цементом, піском, гравієм і водою та витримували цю суміш 28 днів. Потім вони розрахували максимальну кількість піску, яку можна замінити підгузками для будівництва будинку площею 36 кв. м. Виявилося, що підгузки можуть замінити 10 % піску в бетоні, який необхідний для зведення колон та балок у триповерховому будинку. У розчині для створення перегородок памперси можуть замінити до 40 % піску, а для підлоги та вимощення саду — до 9 %. Такий підхід до проблеми утилізації використаних підгузків є дуже актуальним, адже вони є третім джерелом сміття у світі, а щороку на звалища їх викидають понад 18 мільярдів екземплярів.